# Bocoa

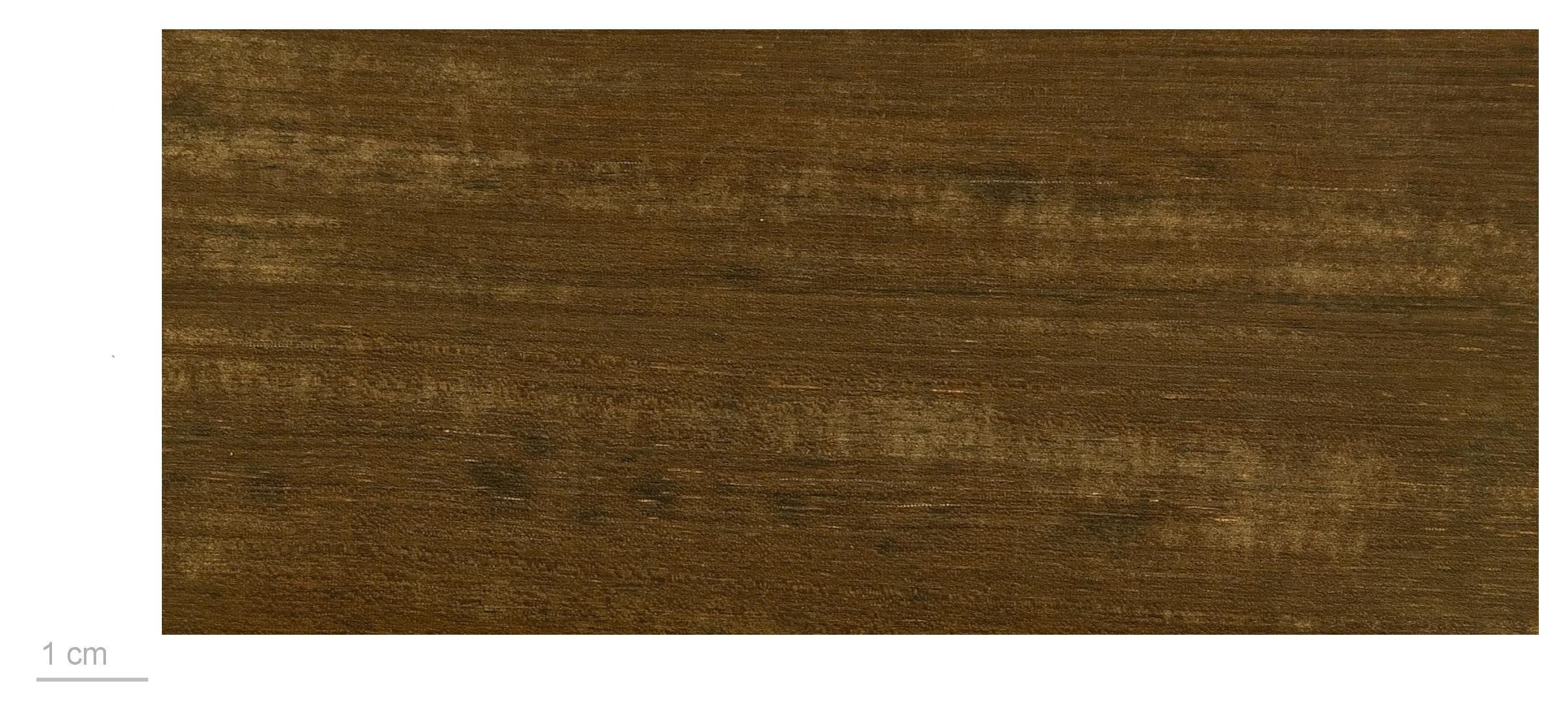
Bocoa prouacensis - MHNT

Bocoa é um género botânico pertencente à família Fabaceae.